# Cteniscus nigrocephalus
Cteniscus nigrocephalus là một loài tò vò trong họ Ichneumonidae.